# 暈眩的瞬間
《暈眩的瞬間》（西班牙語：El aura）是一部2005年的新黑色心理驚悚片，由法比安·比林斯基（Fabián Bielinsky）编剧并执导，主演有里卡杜·达林、多洛蕾斯·丰西（Dolores Fonzi）、巴勃罗·塞德龙（Pablo Cedrón）和納韋爾·培瑞茲·比斯卡亞。这是比林斯基在2006年去世前的第二部也是最后一部长片。影片的剧情围绕一位癫痫发作的标本制作师展开，他经常幻想实施完美抢劫，在一次意外杀死一名职业罪犯后，终于有机会让这一幻想成真。
《暈眩的瞬間》上映后获得了大部分影评人的好评，尤其是其剧本和氛围。获得了银神鹰奖（Silver Condor）最佳影片，并成为第78届奥斯卡最佳外语片的阿根廷代表作品。

## 剧情
在妻子离开后，标本制作师埃斯特班·埃斯皮诺萨（Esteban Espinosa）接受了朋友松塔格（Sontag）的邀请，前往偏远的巴塔哥尼亚森林狩猎。他们住在迪特里希（Dietrich）拥有的小屋中，由他年轻的妻子戴安娜（Diana）和她的弟弟胡里奥（Julio）打理。戴安娜借给埃斯皮诺萨一把步枪。在狩猎中，松塔格尝试射杀一只鹿，但被埃斯皮诺萨踩到树枝的声音吓到了，鹿逃走了。松塔格意识到埃斯皮诺萨是故意的，愤怒地回到小屋。埃斯皮诺萨独自在森林中癲癇發作了。他醒来后尝试射杀那只鹿，但误杀了迪特里希。埃斯皮诺萨拿走了迪特里希的手机并回到了小屋。迪特里希的狗闻到了埃斯皮诺萨身上的味道，认出了牠主人的气味。晚上，两个人——索萨（Sosa）和蒙特罗（Montero）——来寻找迪特里希，但在未找到他后离开了。
通过迪特里希的手机，埃斯皮诺萨从一个名叫维加（Vega）的男子那里得知了对一家工厂的抢劫计划。他前往工厂目睹了他們搶劫失敗，跟踪了受了致命伤的维加，拿走了挂在他脖子上的钥匙，然后维加死去。埃斯皮诺萨打开了迪特里希在森林中藏身处的門，发现了一份抢劫计划，包括抢劫一辆装有附近赌场收入的装甲车。
索萨和蒙特罗再次出现，发现埃斯皮诺萨有迪特里希的手机，于是他假装是迪特里希的同伙，声称在迪特里希逃跑前就知道了抢劫计划。在迪特里希的藏身处，埃斯皮诺萨找到了一些文件，详细描述了装甲车的路线，以及将在一個长假后携带的大笔钱款。埃斯皮诺萨运用他的遗觉记忆，设计了一项抢劫计划。他们决定在“伊甸园”（Eden），守卫们总是会停留的一間酒吧妓院，进行抢劫。埃斯皮诺萨带戴安娜去镇上，询问她与迪特里希的关系。她告诉他，自己曾试图离开迪特里希，但被发现。埃斯皮诺萨与犯罪分子们一起完成了抢劫计划。在前往抢劫的路上，埃斯皮诺萨向戴安娜保证迪特里希永远不会再回来了。
赌场内的一名同伙尤里恩（Urien）告诉埃斯皮诺萨，维加本应代替第三名守卫进入装甲车的后厢——这个厢只能从内部打开——因为车内的現金比平日更多。埃斯皮诺萨试图警告索萨、蒙特罗和胡里奥，他们正要抢劫这辆车，但他突然发作了癫痫。他醒来后赶到伊甸园，但未能及时警告同夥。一场枪战爆发，蒙特罗受伤。索萨杀死了两名守卫，第三名守卫被锁在车内。埃斯皮诺萨和犯罪分子们开着装甲车回到了迪特里希的藏身处，那里的工具可以打开车锁。在蒙特罗的指示下，索萨杀死了胡里奥，還试图杀死埃斯皮诺萨，但子弹打光了，于是带他去工作间取更多的子弹。埃斯皮诺萨拿到一把藏匿的枪打伤了索萨，后者逃跑了。埃斯皮诺萨在森林中追赶索萨，最终将其杀死。埃斯皮诺萨看到蒙特罗和被锁在车里的最后一名守卫都因失血过多而死。他返回寻找戴安娜，但发现她已经离开。埃斯皮诺萨带着狗回到了他的标本制作生活中。

## 演员
- 里卡杜·达林 饰 埃斯特班·埃斯皮诺萨（标本制作师）
- 多洛蕾斯·丰西（Dolores Fonzi） 饰 戴安娜·迪特里希
- 巴勃罗·塞德龙（Pablo Cedrón） 饰 索萨
- 納韋爾·培瑞茲·比斯卡亞 饰 胡里奥
- 豪尔赫·德利亚（Jorge D'Elía） 饰 尤里恩
- 亚历杭德罗·阿瓦达（Alejandro Awada） 饰 松塔格
- 拉斐尔·卡斯特洪（Rafael Castejón） 饰 维加
- 曼努埃尔·罗达尔（Manuel Rodal） 饰 卡洛斯·迪特里希（戴安娜的丈夫）
- 沃尔特·雷诺（Walter Reyno） 饰 蒙特罗

## 制作
编剧兼导演法比安·比林斯基在80年代开始编写这部电影，当时的片名是《迪特里希先生的朋友》（西班牙語：Un amigo del señor Dietrich），这一版本的故事严格遵循此类电影的惯例，主角有一条明确的救赎弧线。比林斯基随后将他的原始想法，即“一个人披着别人的皮来满足自己的欲望”，引向了不同的方向。在编剧过程中，比林斯基邀请里卡杜·达林来塑造角色，同时发展剧情。比林斯基会根据达林对角色的想法和感受，将其融入剧本中。
比林斯基表示，《暈眩的瞬間》几乎就是一部对《鬼頭鬼腦》进行回應的电影。在拍摄《鬼頭鬼腦》时，比林斯基让自己“作为导演消失”，让剧本脱颖而出，而在《暈眩的瞬間》中，他更专注于电影制作的其他方面，如“情緒、灯光或氛围”。这部电影完全从主角的视角讲述，他在电影的每一场戏中都出现。比林斯基原计划将《暈眩的瞬間》作为“概念三部曲”的其中之一，每部电影专注于电影制作的不同方面。《鬼頭鬼腦》是三部曲的第一部，专注于场面调度，《暈眩的瞬間》则专注于视角，而第三部将专注于剪輯。

## 发行
这部电影于2005年9月15日在阿根廷全国上映，10月21日在西班牙上映，2006年3月29日在法国上映。